# Clara Fechner

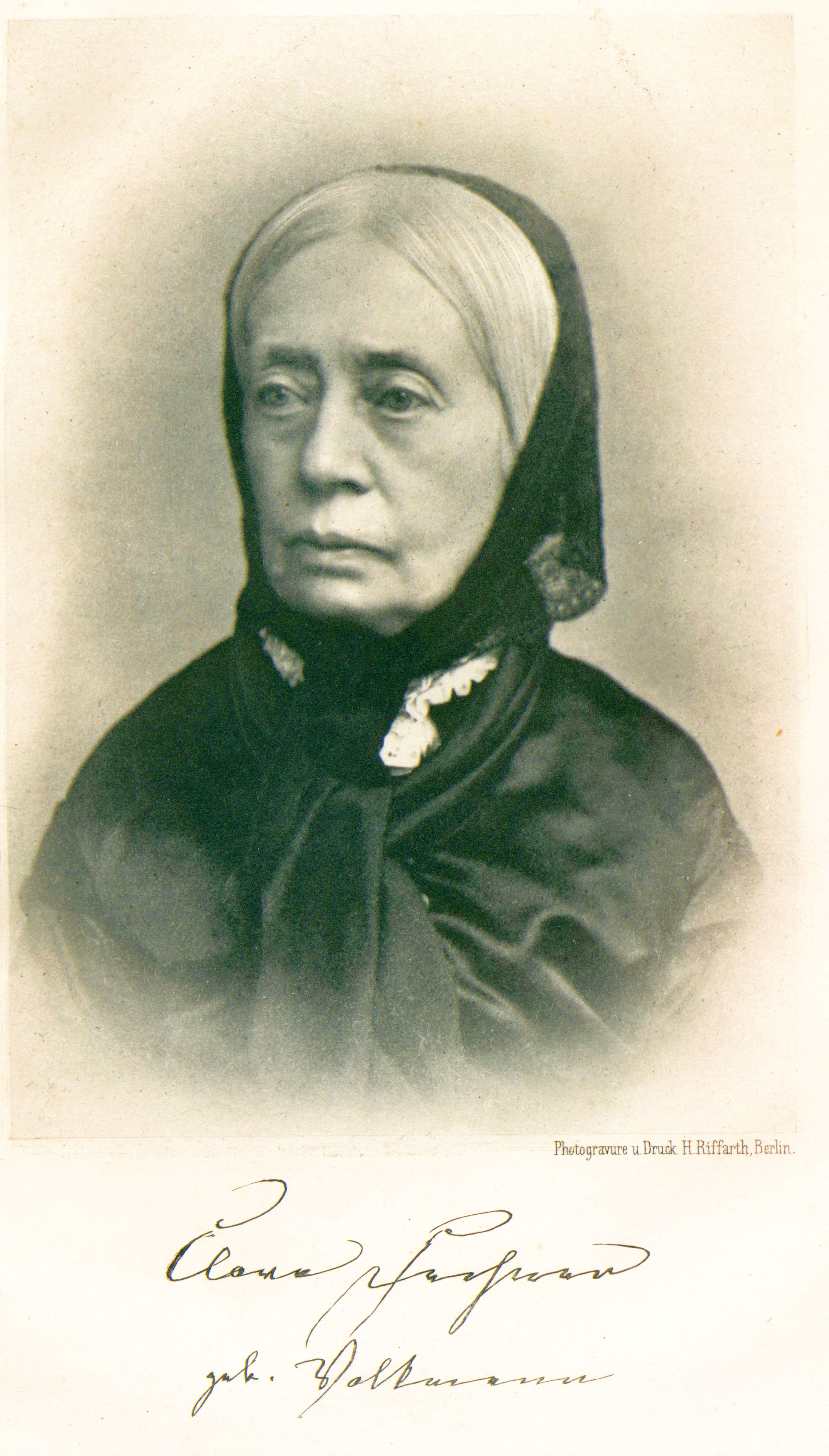
Clara Maria Fechner

Clara Maria Fechner (* 21. Juli 1809 in Zschortau als Clara Maria Volkmann; † 21. Juni 1900 in Leipzig) war eine deutsche Schriftstellerin.

## Leben
Clara Fechner war die einzige Tochter von Johann Wilhelm Volkmann und dessen Frau Friederike Tugendreich Volkmann geb. Zink. Am 18. April 1833 heiratete sie in Leipzig den Physiker und Philosophen Gustav Theodor Fechner (1801–1887), einen Bruder von Friedrich Wiecks zweiter Frau Clementine geb. Fechner.
Veranlasst durch ihren Bruder, den Halleschen Physiologen Alfred Wilhelm Volkmann, veröffentlichte sie 1848 ein Märchenbuch unter dem Titel Die Schwarze Tante. So wurde sie selbst von den Kindern ihres Bruders genannt, darunter der Arzt und Literat Richard von Volkmann. Die Illustrationen schuf der Maler und Zeichner Ludwig Richter. Ein Separatdruck daraus erschien 1854 unter dem Titel Nußknacker und Zuckerpüppchen.

Zu den literarischen Werken, die das Buch beeinflusst haben, schreibt Sabine Knopf auf der Seite der Leipziger Frauenporträts: 
Clara Fechners Texte verraten Einflüsse französischer Feenmärchen und der deutschen Romantik, etwa von E. T. A. Hoffmann („Nußknacker und Mausekönig“), Ludwig Tieck („Hannchen und die Elfen“), Hans Christian Andersen („Kaffeekanne und Teekanne“; „Mariechen“), aber auch von religiösen Legenden („Das Christkind“). Das Stiefmutterthema war nicht ohne Grund ein wiederkehrendes Motiv in Clara Fechners Märchen. Auch ihre eigene frühverstorbene Mutter beschäftigte ihre Phantasie lebhaft („Das Himmelsmütterlein“). Claras Ehemann war auf das Märchenbuch seiner Frau stolz (siehe Zitat oben), obwohl er in „Papier, Tinte und Feder“ als zerstreuter Professor karikiert wurde.
Ein weiteres Buch Clara Fechners beschreibt ihre Kindheit im Hause Volkmann in Zschortau. Das Buch mit dem Titel Kindheit liegt nur als Manuskript vor.

## Werke

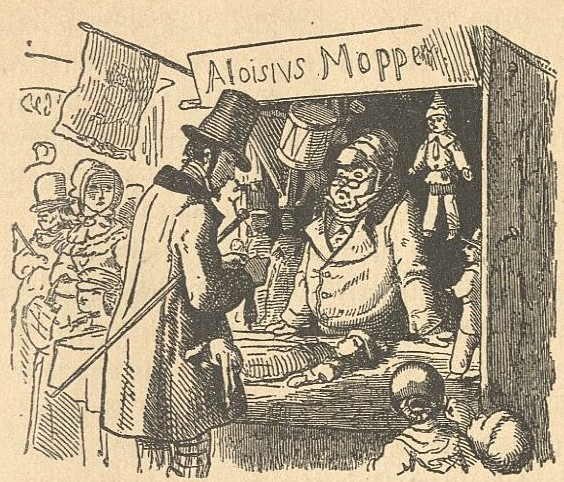
Ludwig Richter Illustration zu Die schwarze Tante 1848

- Die schwarze Tante, Märchen u. Geschichten für Kinder, mit Bildern von Ludwig Richter. Leipzig: Breitkopf & Härtel. Neuauflage 1966, Carlsen Verlag.
- Nußknacker und Zuckerpüppchen. Mit 12 Bildern [auf Taf.] in Buntdr. von Ludwig Richter. Leipzig 1854: Schlicke.